# Bachisio Mastinu
Bachisio Mastinu (Bolotana, 13 ottobre 1909 – Piedimulera, 8 marzo 1989) è stato un militare e partigiano italiano, appartenente alla Guardia di Finanza, attivo durante la seconda guerra mondiale come agente segreto a favore dell’Italia libera e degli Alleati.

## Biografia
Nato a Bolotana, in provincia di Nuoro, da Antonio Mastinu e Giovanna Sanna, entrambi contadini, frequentò solo la seconda elementare prima di dedicarsi al lavoro nei campi. Dopo la morte del padre, si arruolò nella Regia Guardia di Finanza nel 1928, iniziando la carriera presso il Battaglione Allievi di Roma e successivamente operando lungo il confine svizzero.
Durante gli anni ’30 prestò servizio in diverse località del Nord Italia, tra cui Genova, Ventimiglia, Savona, Torino e Spoccia. Nel 1940 sposò Giovannina Cosseddu, sua compaesana, con cui ebbe tre figli: Antonio, Eliseo e Carla.

### Seconda guerra mondiale e Resistenza
Nel 1943, dopo l’Armistizio dell’8 settembre, Mastinu operava presso la Brigata volante di Borgomanero. In quel contesto, scelse di collaborare con il movimento partigiano, aderendo al Servizio Informazioni Patrioti (SIP) creato da Aminta Migliari (nome di battaglia "Giorgio"), con l’obiettivo di monitorare e segnalare i movimenti delle truppe nazifasciste.
Divenne successivamente agente del SIMNI (Servizio Informazioni Militari Nord Italia), collaborando con l’OSS americano (precursore della CIA) nella cosiddetta “Missione Chrysler”. Partecipò ad attività di spionaggio, sabotaggio, segnalazione di obiettivi per bombardamenti alleati e trasmissione di messaggi in codice tramite stazioni radio gestite da militari statunitensi.
Il suo operato venne riconosciuto ufficialmente dal comando alleato: ricevette il Certificato al Patriota firmato dal maresciallo britannico Harold Alexander.

### Dopo la Liberazione
Dopo la fine della guerra, il 15 aprile 1946 venne formalmente smobilitato dal SIM e rientrò nella Guardia di Finanza. Raggiunse il grado di Appuntato solo per anzianità nel 1946, nonostante avesse già operato in quel ruolo durante la guerra.
Nel dopoguerra continuò il servizio a Novara fino al pensionamento, avvenuto nel 1958 dopo trent'anni di carriera. Si ritirò a Borgomanero e successivamente a Piedimulera, dove morì l’8 marzo 1989.

## Riconoscimenti
- Distintivo della guerra di liberazione (1948).
- Certificato al Patriota firmato da Harold Alexander[2].